# Las Omañas
Las Omañas – gmina w Hiszpanii, w prowincji León, w Kastylii i León, o powierzchni 32,49 km². W 2011 roku gmina liczyła 315 mieszkańców.